# スクアリコラックス
スクアリコラックス（学名：Squalicorax）は、白亜紀に生息していたサメである。スクアリコラクスと表記されることも多い。学名の意味はカラスザメを示す。
化石はヨーロッパ、南北アメリカ、アフリカ、中近東、インド、日本、オーストラリア、ロシアなどから発見されており、ほぼ世界中の海域に分布していたとみられる。

## 形態および生態
体形において、現在のサメと大きな違いはなく、歯の形はイタチザメに似ていた。全長は最大約5mで、クレトキシリナよりやや小さかった。
食性は多くのサメと同様に肉食性で、魚類やウミガメなどを食べていたと考えられる。食べる際に抜け落ちたと考えられる歯の化石が、クレトキシリナの石灰化した骨格とともに発見されている。また、歯の化石から小型のモササウルス類の化石が見つかり、胃の中からはシファクティヌスの骨格が発見されることもある。しかし、これらは彼ら自身が襲って捕食したものではなく、それらの死体を食べていたものであると考えられている。